# Martin Rubin
Pour les articles homonymes, voir Rubin.
Martin Rubin, né le 4 août 1964 à Oberdiessbach, est un joueur puis entraîneur suisse de handball.

## Biographie
Martin Rubin naît le 4 août 1964 à Oberdiessbach, dans le canton de Berne. Il a un frère aîné.
Il a une formation de mécanicien-ajusteur, complétée plus tard par un diplôme d'enseignant de sport à l'École fédérale de gymnastique et de sport de Macolin.
Il reprend plus tard un magasin de sport à Thoune.
Il est le père du handballeur Lenny Rubin.

## Parcours sportif

### Joueur
Martin Rubin est gaucher. Il joue au poste d'arrière droit.
Il commence sa carrière au haut niveau avec le BSV Berne en 1983 et le Wacker Thoune, avant d'entamer sur le tard, à l'âge de 31 ans, une carrière professionnelle en Allemagne, avec le TSV Bayer Dormagen, où il est sous contrat de 1995 à 1997.
Il est sélectionné, à partir de 1983,, plus de 220 fois en équipe nationale suisse, avec laquelle il décroche la quatrième place au Championnat du monde 1993 en Suède et la septième à celui de 1995 en Islande. 
Il participe aux Jeux olympiques de 1984 à Los Angeles. Opéré à un disque intervertébral, il ne peut pas participer à ceux 1996 à Atlanta.
En 1994, il devient capitaine de l'équipe nationale. 

### Entraîneur
Sa carrière de joueur terminée, il devient l'entraîneur du Wacker Thoune en 2007. Pendant les 14 ans qu'il passe à ce poste, l'équipe remporte deux titres de champion de Suisse (en 2013 et 2018) et quatre coupes (en 2012, 2013, 2017 et 2019). En été 2021, il rejoint le BSV Berne.

## Palmarès

### En équipe nationale
Jeux olympiques
- 7e place aux Jeux olympiques de 1984 à Los Angeles

Championnats du monde
- 11e place au Championnat du monde 1986 en Suisse
- 13e place au Championnat du monde 1990 en Tchécoslovaquie
- 4e place au Championnat du monde 1993 en Suède
- 7e place au Championnat du monde 1995 en Islande

### Joueur de club
- Championnat de Suisse[1]
  - Vainqueur (2) : 1985 (de), 2002 (de)
  - Deuxième (3) : 1987, 1990, 2003

### Entraîneur
Compétitions internationales
- Coupe Challenge (C4)
  - Vainqueur (1) : 2005
  - Finaliste (1) : 2012

Compétitions nationales
- Championnat de Suisse
  - Vainqueur (2) : 2013, 2018 (de)
  - Deuxième (2) : 2012, 2016
- Coupe de Suisse
  - Vainqueur (4) : 2012, 2013, 2017, 2019

### Distinctions individuelles
- Meilleur buteur du Championnat de Suisse (de) (1) : 1989
- Élu meilleur entraîneur du Championnat de Suisse (3) : 2012, 2013, 2016
- Nommé dans le Hall of Fame du handball en Suisse (de) en 2017